# مجموعة قيادة المنطقة الخلفية للجيش (فيرماخت)
مجموعة قيادة المنطقة الخلفية للجيش ((بالألمانية: Befehlshaber des rückwärtigen Heeresgebietes)‏ كانت منطقة ذات اختصاص عسكري خلف كل من مجموعات جيوش الفيرماخت الثلاثة من عام 1941، التي شاركت في الغزو الألماني للاتحاد السوفيتي في عملية بارباروسا، حتى عام 1944 عندما تم تحرير أراضي الاتحادات السوفياتية قبل الحرب. كانت المناطق مواقع للقتل الجماعي خلال الهولوكوست وجرائم أخرى ضد الإنسانية استهدفت السكان المدنيين.

## الخلفية والتخطيط
خلال المراحل المبكرة من التخطيط لغزو الاتحاد السوفيتي، عملية بارباروسا، كان من المتوقع أن تكون المناطق الخلفية وراء الخطوط الأمامية التابعة للجيوش المعنية، كما حدث أثناء غزو بولندا. بحلول أوائل أبريل 1941، قرر المخططون العسكريون الحد من مناطق اختصاص الجيش (Rear Army Area (Wehrmacht) [rückwärtiges_armeegebiet])، مع سيطرة الجزء الأكبر من الأراضي على المناطق الخلفية لمجموعة الجيش. 
تصور المخططون أن الأراضي المحتلة سوف تنتقل بسرعة إلى الإدارة المدنية؛ وبالتالي، دعت التوجيهات قادة مناطق مجموعة الجيش الخلفية إلى التركيز على أمن خطوط الاتصال والمنشآت العسكرية المهمة، مثل مستودعات التخزين والمطارات. كانت المناطق الخلفية التابعة للجيش مسؤولة أيضًا عن نقل أسرى الحرب إلى الخلف. 

## منظمة
كانت قيادات مجموعة جيوش المنطقة الخلفية الشمالية، ومجموعة جيوش المنطقة الخلفية الوسطى، ومجموعة جيوش المنطقة الخلفية مسؤولة عن أمن المنطقة الخلفية في مناطق عملياتها. كان لكل منها مقر تابع لمجموعة الجيوش المناظرة، بينما كان أيضًا مسؤولًا أمام قائد الفيرماخت كوارتر الجنرال إدوارد فاجنر، الذي كان مسؤولاً عن الأمن الخلفي.  لكل منطقة من مناطق مجموعة جيش propaganda company [propagandakompanie]، لأنشطة الدعاية التي تستهدف السكان المدنيين. 
سيطر قادة المنطقة الخلفية للجيش على تسعة فرق أمنية، مكلفة بأمن خطوط الاتصالات والإمداد، والاستغلال الاقتصادي ومكافحة المقاتلين غير الشرعيين (الثوار) وراء خط الجبهة. تشرف الأقسام الأمنية أيضًا على وحدات من جاهايمه فيلدبوليتساي (الشرطة الميدانية السرية) التابعة للفيرماخت. عمل قادة المنطقة الخلفية بالتوازي مع القيادة العليا للشرطة وقادة الشرطة المعينين من قبل قائد قوات الأمن الخاصة، هاينريش هيملر، لكل من المناطق الخلفية للجيش.  على حد تعبير المؤرخ مايكل باريش، قاد قادة الجيش «إمبراطورية الرعب والوحشية». 

## الحرب الأمنية والفظائع
شملت واجبات قادة المنطقة أمن الاتصالات وخطوط الإمداد والاستغلال الاقتصادي ومكافحة المقاتلين في المناطق الخلفية في فيرماخت.  وبالإضافة إلى قوات الأمن للفيرماخت، شوتزشتافل والشرطة الأمنية الألمانية تشكيلات تعمل في نفس المناطق. وشملت هذه الوحدات فصائل أينزاتسغروبن، وثلاثة أفواج من الشرطة (الشمال والوسط والجنوب)، ووحدات فافن إس إس التابعة ل Kommandostab Reichsführer-SS، و شرطة النظام إضافية، التي ارتكبت فيها الوحدات عمليات قتل جماعي خلال الهولوكوست في مناطق الولاية القضائية العسكرية. 
أجرت التشكيلات الأمنية، في كثير من الأحيان بالتنسيق مع أو تحت قيادة الفيرماخت، عمليات أمنية ضد السكان المدنيين، بموجب مبدأ Partisanenkrieg (فيما بعد Bandenbekämpfung ، أو «قتال اللصوص»). بلغت «العمليات المناهضة للحزبية» في المناطق «التي تنتشر فيها العصابات» تدمير القرى، والاستيلاء على الماشية، وترحيل السكان القادرين على العمل بدافع العبودية إلى ألمانيا وقتل الذين لا يستطيعون العمل في سن العمل.  في تقاريرها، وصفت وحدات الفيرماخت بكلمات العمليات بأنها «القضاء على الأعشاش الحزبية والمخيمات الحزبية والمخابئ الحزبية». تظهر سجلاتهم أنه في المراحل الأولى للاحتلال، في 1941-1942، فقدت فرق الأمن الفيرماخت جنديًا واحدًا قُتل مقابل كل 100 «حزبي» ماتوا، وشكل السكان اليهود غالبية الضحايا.  في المنطقة الخلفية لمركز مجموعة الجيش، قُتل 80,000 «من المشتبه بهم» في الفترة بين يونيو 1941 ومايو 1942، مقابل 1,094 ضحية ألمانية. 

## القادة
مجموعة جيوش المنطقة الخلفية الشمالية
| No. |                    | Commander                                              | Took office   | Left office   | Time in office   | Ref   |
| --- | ------------------ | ------------------------------------------------------ | ------------- | ------------- | ---------------- | ----- |
| 1   | فرانز فون روكيس    | General of the Infantry فرانز فون روكيس (1887–1967)    | 16 March 1941 | 1 April 1943  | 2 سنوات و16 أيام | [ 8 ] |
| 2   | Kuno-Hans von Both | General of the Infantry Kuno-Hans von Both (1884–1955) | 1 April 1943  | 30 March 1944 | 364 أيام         | [ 9 ] |

مجموعة جيوش المنطقة الخلفية الوسطى
| No. |                                  | Commander                                                           | Took office    | Left office    | Time in office   | Ref    |
| --- | -------------------------------- | ------------------------------------------------------------------- | -------------- | -------------- | ---------------- | ------ |
| 1   | ماكس فون شينكندورف               | General of the Infantry ماكس فون شينكندورف (1875–1943)              | 16 March 1941  | 6 July 1943 †  | 2 سنوات و16 أيام | [ 10 ] |
| -   | لودويغ كوبلر                     | General der Gebirgstruppe لودويغ كوبلر (1889–1947) Acting           | 22 July 1943   | 1 October 1943 | 71 أيام          | [ 9 ]  |
| 2   | إدوين جراف فون روثكيرش أوند تراك | General of the Cavalry إدوين جراف فون روثكيرش أوند تراك (1888–1980) | 1 October 1943 | 1 July 1944    | 274 أيام         | [ 9 ]  |

مجموعة جيوش المنطقة الخلفية الجنوبية
| 1   | كارل فون روكس    | General of the Infantry كارل فون روكس (1880–1949)    | 15 March 1941    | 27 October 1941  | 7 شهور  | [ 11 ] |
| -   | Erich Friderici  | General of the Infantry Erich Friderici (1885–1967)  | 27 October 1941  | 9 January 1942   | 2 شهور  | [ 8 ]  |
| (1) | كارل فون روكس    | General of the Infantry كارل فون روكس (1880–1949)    | 9 January 1942   | 31 December 1942 | 11 شهور | [ 11 ] |
| 2   | Erich Friderici  | General of the Infantry Erich Friderici (1885–1967)  | 31 December 1942 | February 1943    | 1 شهر   | [ 8 ]  |
| 3   | Joachim Witthöft | General of the Infantry Joachim Witthöft (1887–1966) | February 1943    | 27 October 1943  | 8 شهور  | [ 9 ]  |
| 4   | فريدريش ميث      | General of the Infantry فريدريش ميث (1888–1944)      | 27 October 1943  | 2 September 1944 | 10 شهور | [ 9 ]  |

### اقتباسات
1. 1 2 3  Hill 2005.
2. 1 2  Megargee 2007.
3. ↑  Parrish 1996.
4. ↑  Shepherd 2003.
5. ↑  Brandon & Lower 2008.
6. ↑  Shepherd 2004.
7. 1 2  Wette 2006.
8. 1 2 3  Parrish 1996، صفحة 127.
9. 1 2 3 4 5  Pohl 2008، صفحة 100.
10. ↑  Beorn 2014، صفحات 95–96.
11. 1 2  Megargee 2007، صفحة 95.